# Primera División 1929 (Costa Rica)
La Primera División costaricana del 1929, nona edizione della massima serie del campionato costaricano di calcio, fu vinta dal La Libertad, al suo terzo titolo.
Vi parteciparono quattro squadre.
Il capocannoniere fu Rafael Á. Madrigal del La Libertad, che realizzò otto reti.

## Avvenimenti
Nel 1929, nonostante la crisi economica mondiale, il campionato calcistico in Costa Rica fu organizzato lo stesso anche se vide unicamente la partecipazione di quattro squadre. Questo torneo fu vinto dal La Libertad che si affermò per la seconda volta come squadra imbattuta; inoltre il club vinse anche la Copa Federación, una delle prime coppe nazionali.
Al torneo si iscrissero solo quattro formazioni ma disputare un campionato con poche squadre comportò anche un vantaggio: tutte lo terminarono.
L'unica squadra che sembrò poter fermare i libertos fu quella campione in carica dell'Alajuelense. Decisivi furono però gli scontri diretti, vinti 6-4 e 3-0 proprio dal La Libertad.
Con cinque vittorie e un pareggio la squadra risultò imbattuta andando così a ribadire il record già ottenuto nel 1925 ma contestato. La compagine realizzò inoltre la mesa gallega, ossia la vittoria in campionato e in coppa, risultando imbattuta in entrambe: in Copa Federación la squadra giunse senza perdere in finale contro l'Herediano. la finale, a gara unica, fu vinta col risultato di 3-2.
Il club dei libertos lanciò inoltre due campioni: Rafael Madrigal e José Joaquín Fonseca.
In campionato terminò invece ultimo l'Herediano, realizzando così il peggior campionato della sua storia.

## Classifica
|    | Classifica          | Pt | G | V | N | P | GF | GS |
| -- | ------------------- | -- | - | - | - | - | -- | -- |
| 1. | La Libertad         | 11 | 6 | 5 | 1 | 0 | 17 | 6  |
| 2. | Alajuelense         | 6  | 6 | 3 | 0 | 3 | 16 | 13 |
| 3. | Gimnástica Espaňola | 5  | 6 | 2 | 1 | 3 | 4  | 5  |
| 4. | Herediano           | 2  | 6 | 1 | 0 | 5 | 6  | 19 |

## Squadra campione
- La Libertad - Campione della Costa Rica 1929

### Rosa
- Carlos Ulloa
- Humberto Saborío
- Oscar Piedra
- Ricardo Bermúdez
- José Fonseca
- Salvador Tabash
- Pedro Quirce
- Rafael Madrigal
- Aguinaldo Fonseca
- Juan Gobán
- Luis Montero
- Braulio Valverde
- Jorge Hernández
- Antonio Bermúdez
- Simeón Apéstegui
- Virgilio Soto